# Parafia św. Moniki w Poznaniu
Parafia pw. Świętej Moniki w Poznaniu – parafia rzymskokatolicka znajdująca się w archidiecezji poznańskiej w dekanacie Poznań-Winogrady. Erygowana w 2014 roku przez księdza arcybiskupa Stanisława Gądeckiego. Siedziba mieści się w kościele przy ulicy Biskupińskiej 29. Parafia obejmuje tereny Starego Strzeszyna oraz część Literackiego.